# Jan Hoogendoorn (voetballer)
Jan Hoogendoorn (Epe, 31 augustus 1946) is een Nederlands voormalig voetballer. Hij stond onder contract bij PEC Zwolle en N.E.C..

## Statistieken
| Seizoen | Club       | Land      | Competitie     | Wed. | Goals |
| ------- | ---------- | --------- | -------------- | ---- | ----- |
| 1971/72 | PEC Zwolle | Nederland | Eerste divisie | –    | 8     |
| 1972/73 | PEC Zwolle | Nederland | Eerste divisie | –    | 18    |
| 1973/74 | PEC Zwolle | Nederland | Eerste divisie | –    | 16    |
| 1974/75 | N.E.C.     | Nederland | Eerste divisie | –    | 11    |
| 1975/76 | N.E.C.     | Nederland | Eredivisie     | 32   | 9     |
| 1976/77 | N.E.C.     | Nederland | Eredivisie     | 25   | 5     |
| 1977/78 | N.E.C.     | Nederland | Eredivisie     | 15   | 1     |
| 1978/79 | N.E.C.     | Nederland | Eredivisie     | 17   | 2     |
| Totaal  | Totaal     | Totaal    | Totaal         | 89   | 70    |